# Károly Zichy
Károly József Franz Xaver Kasimir Johann von Nepomuk Zichy, född 4 mars 1753 i Pozsony, död 28 september 1826 i Wien, var en ungersk greve och ämbetsman. Han var far till Ferdinánd Zichy (1783–1862).
Zichy blev 1788 president (judex curiæ) i högsta domstolen i Ungern och bidrog på denna post till lugnets upprätthållande. Han var 1802–1808 president i hovkammaren (österrikisk finansminister), blev 1808 stats- och konferensminister (inrikesminister), 1809 krigsminister samt var från 1813 till sin död hovkansler och främste medhjälpare åt Klemens von Metternich vid inrikesförvaltningens ledning.